# Morgan Reeser
Morgan Reeser, né le 14 novembre 1962 à Fort Lauderdale, est un skipper américain. 

## Carrière
Morgan Reeser participe aux Jeux olympiques de 1992 à Barcelone et remporte la médaille d'argent avec Kevin Burnham dans l'épreuve du dériveur double 470 (bateau).